# Omid Ebrahimi
Omid Ebrahimi (Neka, 16 settembre 1987) è un calciatore iraniano, centrocampista dell'Al-Shamal e della nazionale iraniana.

## Carriera

### Club
Ha sempre giocato nel campionato iraniano.

### Nazionale
Ha esordito in Nazionale nel dicembre 2012 in occasione del Campionato dell'Asia occidentale giocato in Kuwait. È stato poi convocato dalla selezione asiatica per la Coppa d'Asia 2015 in Australia senza giocare un minuto. Successivamente viene convocato anche per i Mondiali 2018 in Russia, dove invece è stato titolare nelle 3 partite della squadra eliminata al primo turno.

## Statistiche

### Cronologia presenze e reti in nazionale
| Cronologia completa delle presenze e delle reti in nazionale ― Iran | Cronologia completa delle presenze e delle reti in nazionale ― Iran | Cronologia completa delle presenze e delle reti in nazionale ― Iran | Cronologia completa delle presenze e delle reti in nazionale ― Iran | Cronologia completa delle presenze e delle reti in nazionale ― Iran | Cronologia completa delle presenze e delle reti in nazionale ― Iran | Cronologia completa delle presenze e delle reti in nazionale ― Iran | Cronologia completa delle presenze e delle reti in nazionale ― Iran |
| Data                                                                | Città                                                               | In casa                                                             | Risultato                                                           | Ospiti                                                              | Competizione                                                        | Reti                                                                | Note                                                                |
| ------------------------------------------------------------------- | ------------------------------------------------------------------- | ------------------------------------------------------------------- | ------------------------------------------------------------------- | ------------------------------------------------------------------- | ------------------------------------------------------------------- | ------------------------------------------------------------------- | ------------------------------------------------------------------- |
| 9-12-2012                                                           | Al Kuwait                                                           | Iran                                                                | 0 – 0                                                               | Arabia Saudita                                                      | Campionato dell'Asia occidentale 2012                               | -                                                                   | 60’                                                                 |
| 12-12-2012                                                          | Al-Kuwait                                                           | Iran                                                                | 0 – 0                                                               | Bahrein                                                             | Campionato dell'Asia occidentale 2012                               | -                                                                   | 28’                                                                 |
| 15-12-2012                                                          | Al-Kuwait                                                           | Iran                                                                | 2 – 1                                                               | Yemen                                                               | Campionato dell'Asia occidentale 2012                               | -                                                                   | 90+1’                                                               |
| 22-5-2013                                                           | Mascate                                                             | Oman                                                                | 3 – 1                                                               | Iran                                                                | Amichevole                                                          | -                                                                   |                                                                     |
| 4-6-2013                                                            | Doha                                                                | Qatar                                                               | 0 – 1                                                               | Iran                                                                | Qual. Mondiali 2014                                                 | -                                                                   | 88’                                                                 |
| 18-11-2014                                                          | Teheran                                                             | Iran                                                                | 1 – 0                                                               | Corea del Sud                                                       | Amichevole                                                          | -                                                                   | 74’                                                                 |
| 4-1-2015                                                            | Wollongong                                                          | Iraq                                                                | 0 – 1                                                               | Iran                                                                | Amichevole                                                          | -                                                                   | 82’                                                                 |
| 26-3-2015                                                           | Sankt Pölten                                                        | Iran                                                                | 2 – 0                                                               | Cile                                                                | Amichevole                                                          | -                                                                   | 70’                                                                 |
| 31-3-2015                                                           | Solna                                                               | Svezia                                                              | 3 – 1                                                               | Iran                                                                | Amichevole                                                          | -                                                                   | 75’                                                                 |
| 11-6-2015                                                           | Tashkent                                                            | Uzbekistan                                                          | 0 – 1                                                               | Iran                                                                | Amichevole                                                          | -                                                                   | 46’                                                                 |
| 16-6-2015                                                           | Aşgabat                                                             | Turkmenistan                                                        | 1 – 1                                                               | Iran                                                                | Qual. Mondiali 2018                                                 | -                                                                   | 46’                                                                 |
| 3-9-2015                                                            | Teheran                                                             | Iran                                                                | 6 – 0                                                               | Guam                                                                | Qual. Mondiali 2018                                                 | -                                                                   |                                                                     |
| 8-9-2015                                                            | Nuova Delhi                                                         | India                                                               | 0 – 3                                                               | Iran                                                                | Qual. Mondiali 2018                                                 | -                                                                   | 42’ 62’                                                             |
| 8-10-2015                                                           | Mascate                                                             | Oman                                                                | 1 – 1                                                               | Iran                                                                | Qual. Mondiali 2018                                                 | -                                                                   |                                                                     |
| 13-10-2015                                                          | Teheran                                                             | Iran                                                                | 1 – 1                                                               | Giappone                                                            | Amichevole                                                          | -                                                                   |                                                                     |
| 12-11-2015                                                          | Teheran                                                             | Iran                                                                | 3 – 1                                                               | Turkmenistan                                                        | Qual. Mondiali 2018                                                 | -                                                                   | 80’                                                                 |
| 24-3-2016                                                           | Teheran                                                             | Iran                                                                | 4 – 0                                                               | India                                                               | Qual. Mondiali 2018                                                 | -                                                                   | 68’                                                                 |
| 29-3-2016                                                           | Teheran                                                             | Iran                                                                | 2 – 0                                                               | Oman                                                                | Qual. Mondiali 2018                                                 | -                                                                   |                                                                     |
| 11-11-2016                                                          | Shah Alam                                                           | Papua Nuova Guinea                                                  | 1 – 8                                                               | Iran                                                                | Amichevole                                                          | -                                                                   | Ingresso                                                            |
| 15-11-2016                                                          | Paroi                                                               | Siria                                                               | 0 – 0                                                               | Iran                                                                | Qual. Mondiali 2018                                                 | -                                                                   |                                                                     |
| 23-3-2017                                                           | Doha                                                                | Qatar                                                               | 0 – 1                                                               | Iran                                                                | Qual. Mondiali 2018                                                 | -                                                                   |                                                                     |
| 28-3-2017                                                           | Teheran                                                             | Iran                                                                | 1 – 0                                                               | Cina                                                                | Qual. Mondiali 2018                                                 | -                                                                   | 77’                                                                 |
| 5-10-2017                                                           | Teheran                                                             | Iran                                                                | 2 – 0                                                               | Togo                                                                | Amichevole                                                          | -                                                                   | 46’                                                                 |
| 10-10-2017                                                          | Kazan'                                                              | Russia                                                              | 1 – 1                                                               | Iran                                                                | Amichevole                                                          | -                                                                   |                                                                     |
| 13-11-2017                                                          | Nimega                                                              | Venezuela                                                           | 0 – 1                                                               | Iran                                                                | Amichevole                                                          | -                                                                   | 61’                                                                 |
| 17-3-2018                                                           | Teheran                                                             | Iran                                                                | 4 – 0                                                               | Sierra Leone                                                        | Amichevole                                                          | -                                                                   | cap. 46’                                                            |
| 23-3-2018                                                           | Radès                                                               | Tunisia                                                             | 1 – 0                                                               | Iran                                                                | Amichevole                                                          | -                                                                   | 56’                                                                 |
| 27-3-2018                                                           | Graz                                                                | Iran                                                                | 2 – 1                                                               | Algeria                                                             | Amichevole                                                          | -                                                                   | 61’                                                                 |
| 28-5-2018                                                           | Graz                                                                | Turchia                                                             | 2 – 1                                                               | Iran                                                                | Amichevole                                                          | -                                                                   | 67’                                                                 |
| 8-6-2018                                                            | Mosca                                                               | Iran                                                                | 1 – 0                                                               | Lituania                                                            | Amichevole                                                          | -                                                                   |                                                                     |
| 15-6-2018                                                           | San Pietroburgo                                                     | Marocco                                                             | 0 – 1                                                               | Iran                                                                | Mondiali 2018 - 1º turno                                            | -                                                                   | 79’                                                                 |
| 20-6-2018                                                           | Kazan'                                                              | Iran                                                                | 0 – 1                                                               | Spagna                                                              | Mondiali 2018 - 1º turno                                            | -                                                                   | 90+2’                                                               |
| 25-6-2018                                                           | Saransk                                                             | Iran                                                                | 1 – 1                                                               | Portogallo                                                          | Mondiali 2018 - 1º turno                                            | -                                                                   |                                                                     |
| 11-9-2018                                                           | Tashkent                                                            | Uzbekistan                                                          | 0 – 1                                                               | Iran                                                                | Amichevole                                                          | -                                                                   |                                                                     |
| 16-10-2018                                                          | Teheran                                                             | Iran                                                                | 2 – 1                                                               | Bolivia                                                             | Amichevole                                                          | -                                                                   | 84’                                                                 |
| 15-11-2018                                                          | Teheran                                                             | Iran                                                                | 1 – 0                                                               | Trinidad e Tobago                                                   | Amichevole                                                          | -                                                                   | 59’                                                                 |
| 20-11-2018                                                          | Doha                                                                | Iran                                                                | 1 – 1                                                               | Venezuela                                                           | Amichevole                                                          | -                                                                   |                                                                     |
| 24-12-2018                                                          | Doha                                                                | Iran                                                                | 1 – 1                                                               | Palestina                                                           | Amichevole                                                          | -                                                                   | 70’                                                                 |
| 31-12-2018                                                          | Doha                                                                | Qatar                                                               | 1 – 2                                                               | Iran                                                                | Amichevole                                                          | -                                                                   |                                                                     |
| 7-1-2019                                                            | Abu Dhabi                                                           | Iran                                                                | 5 – 0                                                               | Yemen                                                               | Coppa d'Asia 2019 - 1º turno                                        | -                                                                   |                                                                     |
| 12-1-2019                                                           | Abu Dhabi                                                           | Vietnam                                                             | 0 – 2                                                               | Iran                                                                | Coppa d'Asia 2019 - 1º turno                                        | -                                                                   |                                                                     |
| 16-1-2019                                                           | Dubai                                                               | Iran                                                                | 0 – 0                                                               | Iraq                                                                | Coppa d'Asia 2019 - 1º turno                                        | -                                                                   | cap.                                                                |
| 20-1-2019                                                           | Abu Dhabi                                                           | Iran                                                                | 2 – 0                                                               | Oman                                                                | Coppa d'Asia 2019 - Ottavi di finale                                | -                                                                   |                                                                     |
| 24-1-2019                                                           | Abu Dhabi                                                           | Cina                                                                | 0 – 3                                                               | Iran                                                                | Coppa d'Asia 2019 - Quarti di finale                                | -                                                                   |                                                                     |
| 28-1-2019                                                           | al-'Ayn                                                             | Iran                                                                | 0 – 3                                                               | Giappone                                                            | Coppa d'Asia 2019 - Semifinale                                      | -                                                                   | 44’                                                                 |
| 6-6-2019                                                            | Doha                                                                | Iran                                                                | 5 – 0                                                               | Siria                                                               | Amichevole                                                          | -                                                                   | 69’                                                                 |
| 11-6-2019                                                           | Seul                                                                | Corea del Sud                                                       | 1 – 1                                                               | Iran                                                                | Amichevole                                                          | -                                                                   |                                                                     |
| 10-9-2019                                                           | Hong Kong                                                           | Hong Kong                                                           | 0 – 2                                                               | Iran                                                                | Qual. Mondiali 2022                                                 | -                                                                   | 70’                                                                 |
| 10-10-2019                                                          | Teheran                                                             | Iran                                                                | 14 – 0                                                              | Cambogia                                                            | Qual. Mondiali 2022                                                 | -                                                                   | 61’                                                                 |
| 15-10-2019                                                          | Riffa                                                               | Bahrein                                                             | 1 – 0                                                               | Iran                                                                | Qual. Mondiali 2022                                                 | -                                                                   | 74’                                                                 |
| 14-11-2019                                                          | Amman                                                               | Iraq                                                                | 2 – 1                                                               | Iran                                                                | Qual. Mondiali 2022                                                 | -                                                                   |                                                                     |
| 30-3-2021                                                           | Tehran                                                              | Iran                                                                | 3 – 0                                                               | Siria                                                               | Amichevole                                                          | -                                                                   |                                                                     |
| 12-6-2022                                                           | Doha                                                                | Algeria                                                             | 2 – 1                                                               | Iran                                                                | Amichevole                                                          | -                                                                   | 46’                                                                 |
| 27-9-2022                                                           | Maria Enzersdorf                                                    | Iran                                                                | 1 – 1                                                               | Senegal                                                             | Amichevole                                                          | -                                                                   | 46’                                                                 |
| 10-11-2022                                                          | Tehran                                                              | Iran                                                                | 1 – 0                                                               | Nicaragua                                                           | Amichevole                                                          | -                                                                   | 63’ 68’                                                             |
| 16-11-2023                                                          | Teheran                                                             | Iran                                                                | 4 – 0                                                               | Hong Kong                                                           | Qual. Mondiali 2026                                                 | -                                                                   | 70’                                                                 |
| 5-1-2024                                                            | Kish Island                                                         | Iran                                                                | 2 – 1                                                               | Burkina Faso                                                        | Amichevole                                                          | 1                                                                   | 46’                                                                 |
| 9-1-2024                                                            | Al Rayyan                                                           | Iran                                                                | 5 – 0                                                               | Indonesia                                                           | Amichevole                                                          | -                                                                   | 46’                                                                 |
| 14-1-2024                                                           | Al Rayyan                                                           | Iran                                                                | 4 – 1                                                               | Palestina                                                           | Coppa d'Asia 2023 - 1º turno                                        | -                                                                   | 90’                                                                 |
| 19-1-2024                                                           | Al Rayyan                                                           | Hong Kong                                                           | 0 – 1                                                               | Iran                                                                | Coppa d'Asia 2023 - 1º turno                                        | -                                                                   | 76’                                                                 |
| 23-1-2024                                                           | Al Rayyan                                                           | Iran                                                                | 2 – 1                                                               | Emirati Arabi Uniti                                                 | Coppa d'Asia 2023 - 1º turno                                        | -                                                                   | 67’                                                                 |
| 31-1-2024                                                           | Doha                                                                | Iran                                                                | 1 – 1 dts (5 – 3 dtr)                                               | Siria                                                               | Coppa d'Asia 2023 - Ottavi di finale                                | -                                                                   | 63’                                                                 |
| 3-2-2024                                                            | Al Rayyan                                                           | Iran                                                                | 2 – 1                                                               | Giappone                                                            | Coppa d'Asia 2023 - Quarti di finale                                | -                                                                   |                                                                     |
| 7-2-2024                                                            | Doha                                                                | Iran                                                                | 2 – 3                                                               | Qatar                                                               | Coppa d'Asia 2023 - Semifinale                                      | -                                                                   | 46’                                                                 |
| Totale                                                              |                                                                     | Presenze                                                            | 64                                                                  |                                                                     | Reti                                                                | 1                                                                   |                                                                     |